# Graafmuis
De graafmuis (Oxymycterus nasutus)  is een zoogdier uit de familie van de Cricetidae. De wetenschappelijke naam van de soort werd voor het eerst geldig gepubliceerd door Waterhouse in 1837.

## Kenmerken
Deze grote muis heeft een zwarte rug met een vleugje rood of geel tot geelbruin, naar de flank toe lichter. De buik is geeloranje met wat grijs. Het heeft een dun behaarde, korte, geschubde staart. De lichaamslengte bedraagt 9,5 tot 17 cm, de staartlengte 7 tot 14,5 cm en het gewicht 90 gram.

## Leefwijze
Deze muis vertoont zich zelden buiten de dekking. Zijn voedsel bestaat uit larven en wormen, die het overdag onder bladstrooisel, liggend hout en stenen zoekt. Het dier heeft een spitsmuisachtige snuit, waarmee zijn prooien  al snuffelend worden opgespoord en uitgegraven worden met de grote klauwen aan zijn voorpoten. Graafmuizen nemen zichzelf niet de moeite om zelf een hol te graven, maar nemen dat van andere knaagdieren over.

## Verspreiding
Deze solitaire soort komt plaatselijk algemeen voor in de open habitats van oostelijk Zuid-Amerika, met name in Uruguay en Brazilië.